# Tusken
Vie extraterrestre de fiction apparaissant dans
Star Wars.
Le tusken est une espèce de l’univers de fiction Star Wars.

## Description physique
L'apparence des tuskens est inconnue. Ils se couvrent la tête de bandes de tissu pour se la protéger des deux étoiles de Tatooine. Des grilles, installés devant les yeux et la bouche, ont deux rôles essentiels dans cet environnement désertique. En effet, elles permettent à la fois de conserver l'humidité et d'empêcher le sable d'entrer.

## Mode de vie
5 % des habitants de Tatooine sont des tuskens. Cela représente 10 000 individus. Ceux-ci se divisent en clans, d'entre 20 ou 30 tuskens.
Les tuskens sont des nomades, quoiqu'ils soient principalement installés dans les plaines de Jundland. Ils montent des banthas en file indienne lors des déplacements. Tandis que les hommes chassent et pillent, les femmes s'occupent des habitations. Les tuskens sont réputés comme étant particulièrement agressifs et dangereux selon les deux autres principales espèces de Tatooine, les jawas et les humains. Les premiers se sont équipés de chars des sables pour se défendre, tandis que les seconds s'installent dans des villes ou installent autour de leurs fermes d'humidité des systèmes de sécurité. Traditionnellement, les hommes sont armés d'une sorte d'hybride entre massue et hache, un bâton gaderffi, qu'ils construisent d'eux mêmes, ce qui en fait une arme personnelle,,,.
Ils montrent rarement leur visage, même entre eux. Peu d'occasions leur permettent de dévoiler leur visage : la cérémonie de passage à l'âge adulte, l'accouplement et l'accouchement. Le peuple tusken accepte de nouveaux membres originaires d'autres espèces, quoique la majorité ait une origine commune.
Les enfants tuskens portent tous le même type de vêtement, indépendamment du genre. Un tusken mâle doit surmonter une épreuve périlleuse lors de son rite de passage à l'âge adulte, à 15 ans. En effet, il est envoyé tuer un dragon krayt. Ensuite, il récupère une perle d'une grande rareté, à l'intérieur de l'estomac du dragon krayt.
Outre le rôle du dragon krayt dans la culture tusken, un lien sacré unit ce peuple aux banthas, de gigantesques animaux domestiques. Un bantha, affecté à un tusken, suit un rythme de vie fortement similaire. D'abord, chaque tusken mâle forme un bantha mâle tandis que chaque tusken femelle entraîne aussi un bantha, mais femelle. Lorsque des tuskens se marient, leurs banthas s'accouplent. Enfin, la mort d'un tusken est souvent rapidement suivie de celle de son bantha.

## Histoire

### Univers officiel
Peu avant le commencement de la guerre des clones à Géonosis, des tuskens enlèvent Shmi Skywalker, la femme du fermier d'humidité Cliegg Lars. Celui-ci tente de la sauver mais échoue, perdant une jambe lors des combats. Un mois plus tard, après avoir ressenti par visions la souffrance de sa mère, le fils de Shmi, Anakin Skywalker élimine toute la tribu de pillards tusken, y compris les femmes et les enfants. En effet, il retrouve finalement sa mère, mais mourante. Il n'avoue ensuite qu'il a massacré le campement qu'à Padmé Amidala,,,,.
Durant l'ère impériale, le fermier Luke Skywalker perd son droïde récemment obtenu, R2-D2. Il se met alors à le chercher dans le désert de Tatooine. Toutefois, alors qu'il n'a pas encore terminé ses recherches, un groupe de pillards tusken l'attaque. Obi-Wan Kenobi, alors connu sous le nom de Ben Kenobi pour se cacher de l'Empire galactique, intervient. Il fait fuir grâce à la Force les tuskens puis révèle son identité de Jedi à Luke.
Peu après la chute de l'Empire galactique, Cobb Vanth, le protecteur de la ville libre de Mos Pelgo demande à des pillards tusken de l'aider à défendre le petit village. En effet, le criminel Lorgan Movellan tente de prendre la ville et de l'asservir. Quelques années plus tard, une tribu tusken accuse Mos Pelgo de lui avoir volé de l'eau, une ressource rare à Tatooine. Plus tard, cette même tribu vainc un dragon krayt à l'aide de Din Djarin, le Mandalorien. Ces tuskens récupèrent ensuite une perle du cadavre du monstre,.
Dans la série Le Livre de Boba Fett (Disney+, 2021-2022), Boba Fett devient un temps membre d'une tribu tusken. Cette tribu sera massacrée par le Syndicat des Pykes qui feront retomber la faute sur le gang Kintan Striders qui leur faisait payer leur protection. Boba massacrera le gang avec son vaisseau le Slave One croyant venger la tribu. Mais Cad Bane, étant employé par les Pykes, lui révélera la vérité. Boba enverra Fennec Shand tuer le Chef des Pykes ainsi que ses alliés, vengeant enfin sa tribu d'adoption.

### UniversLégendes
Les tuskens partagent un ancêtre commun avec les jawas. Il s'agit de Kumumgah.
Du temps du déclin de la République galactique, le Maître Jedi Sharad Hett rejoint le peuple tusken et en devient membre à part entière. Son fils, A'Sharad Hett, naît, sa mère étant une humaine autrefois kidnappée par les Tuskens.Il est aussi sensible à la Force. La chasseuse de primes Aurra Sing, envoyée par Gardulla la Hutt, tue Sharad Hett. Dès lors, A'Sharad Hett devient apprenti de Ki-Adi-Mundi, Jedi alors présent. Il participe ainsi à la guerre des clones, mais en survit, contrairement à la plupart des Jedi à la suite de l'Ordre 66. Il se rend plus tard à Korriban, où il s'initie au Côté obscur de la Force et devient Dark Krayt. Il crée un nouvel ordre Sith après la chute de celui de Dark Sidious.

## Étymologie
En anglais : tusk , dérivé de l'anglais ancien tusc ou tux signifie "défense" en référence aux défenses d'un éléphant ou d'un phoque. Étant donnée la nature agressive des tuskens, on peut supposer que le mot s'appui sur cette signification emblématique. Le son de tusken pourrait aussi être plus ou moins inspiré par des noms de tribus mongoles, berbères (telles que les Touareg dont le mode de vie présente de nombreuses similitudes), ou encore la tribu amérindienne des Tuscarora.

## Concept et création

### Développement
Dans l'une des premières versions du script d'Un nouvel espoir, les tuskens ne sont pas de simples nomades. En effet, il s'agit d'agents de l'Empire galactique qui se camouflent dans le désert pour ne pas être identifiés. Ils doivent alors poursuivre le héros de l'intrigue, nommé Deak Starkiller et non Luke Skywalker dans cette version de l'histoire.

## Postérité
Le tusken devient, après son apparition à Tatooine, l'un des éléments les plus emblématiques de la saga dans l'imaginaire collectif, à l'instar d'autres créatures de la même planète, les jawas et les banthas notamment.